# حصار طبرق

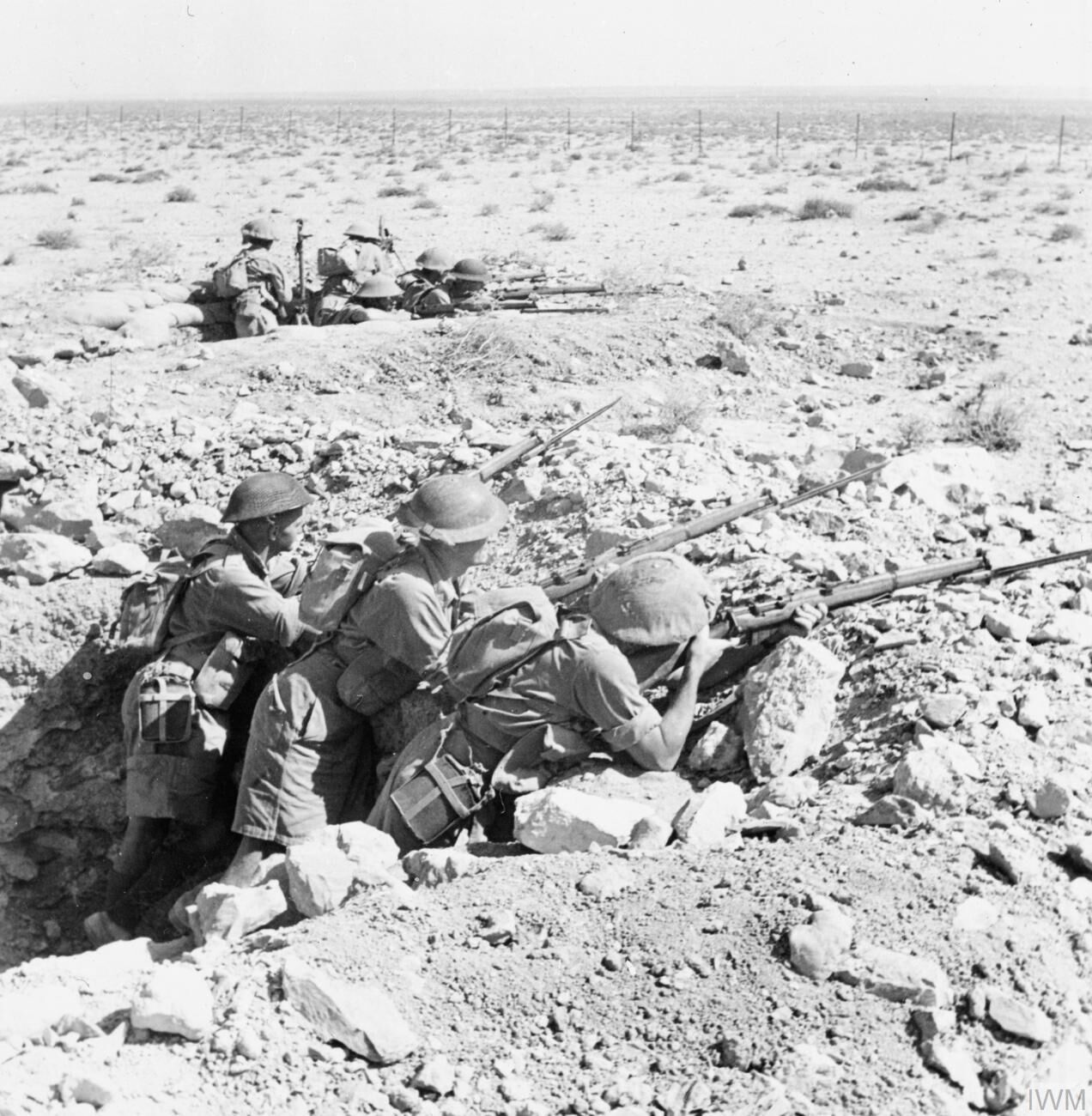
جنود أستراليون في الخطوط الأمامية أثناء حصار طبرق

حصار طبرق (بالإنجليزية: Siege of Tobruk، وبالإيطالية: Assedio di Tobruch، وبالألمانية: Belagerung von Tobruk) هي مواجهة عسكرية دامت 241 يومًا بين قوات المحور وقوات الحلفاء في شمال إفريقيا أثناء ما سمي بحملة الصحراء الغربية في الحرب العالمية الثانية.
كان جيب طبرق مساحةً شاسعةً من الأرض مركزها مدينة طبرق الساحلية تحميها خطوط دفاعية منيعة من الغرب والجنوب والشرق. بدأ الحصار في 11 نيسان/أبريل 1941 بهجوم قواتٍ ألمانية-إيطالية بقيادة الفريق إرفين رومل، وانتهى في 7 كانون الأول/ديسمبر 1941، عندما نجح الجيش الثامن الإنجليزي في فك الحصار أثناء ما دعي بعملية كروسيدر (عملية الصليبي).
كان للسيطرة على طبرق ومينائها أهمية إستراتيجية كبيرة من الناحية اللوجستية لدفاع الحلفاء عن مواقعهم في مصر وسيطرتهم على قناة السويس؛ فسيطرتهم على طبرق (أقل من 600كم عن العلمين) ستجبر قوات المحور على الحصول على الإمدادات برًا عبر ميناءي بنغازي (حوالي 1050كم عن العلمين) وطرابلس (حوالي 2100كم عن العلمين) فضلاً عن مشاغلتها وعرقلة تقدمها، لذلك كانت طبرق هدفاً دائماً لهجماتٍ بريةٍ عديدةٍ وقصفٍ جوي مستمر من جانب المحور مقابل استماتةٍ شديدةٍ من القوات السودانية المدافعة عن المدينة.

## الخلفية

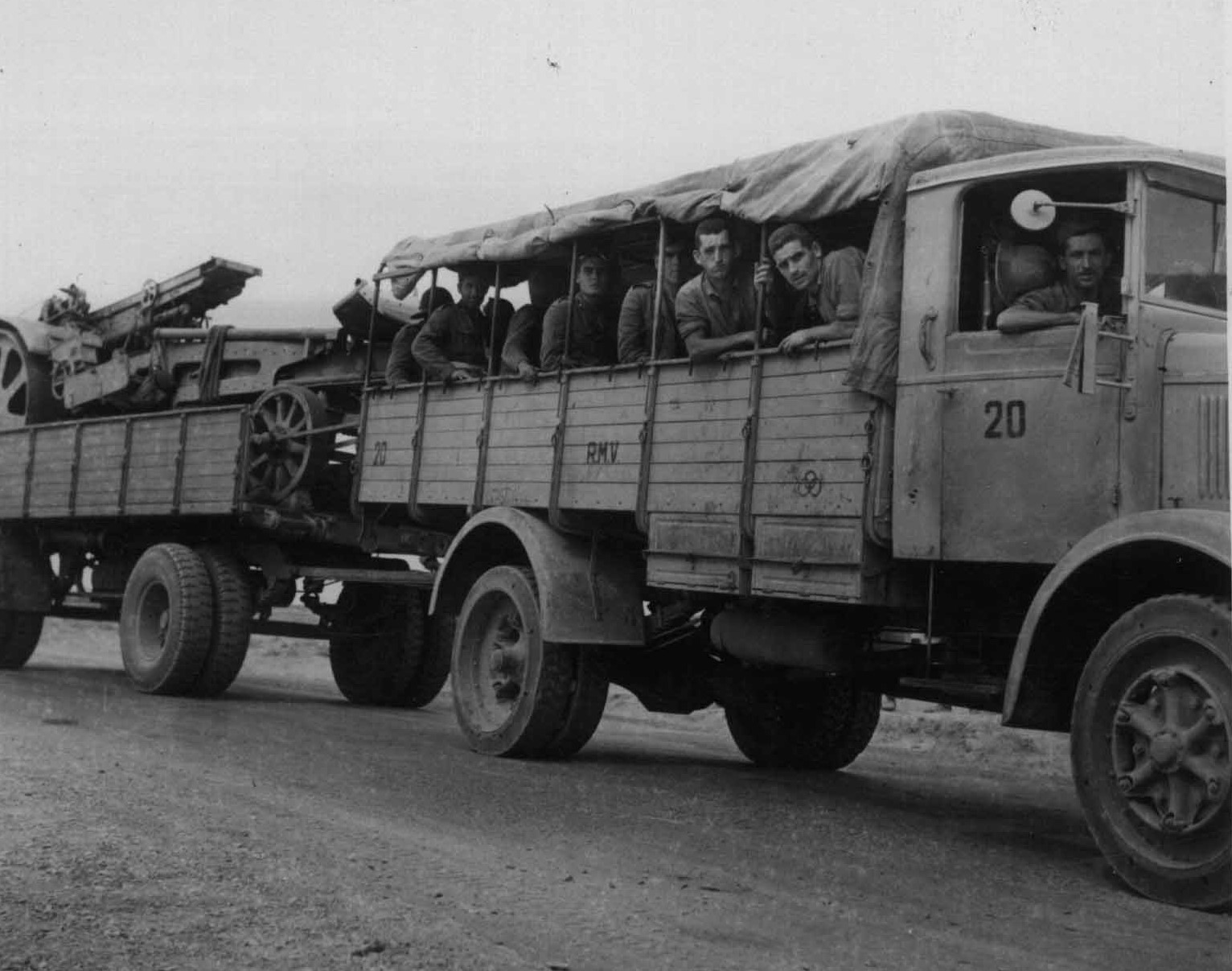
وصول قافلة عسكرية إيطالية إلى طبروش عام 1941

### المنطقة
خيضت حملة الصحراء الغربية من مرسى مطروح في مصر إلى غزالة في برقة على الساحل الليبي، وهي منطقة تبلغ مساحتها نحو 390 كيلومتر (240 ميل) على طول الطريق الساحلي الليبي على امتداد الساحل، وهو الطريق الوحيد المعبّد. شكّل عَرق يبلغ طوله 150 ميلًا (240 كم) الحد الجنوبي للصحراء التي كانت تبلغ أوسع مدى لها في الجغبوب وسيوة، بالتعبير البريطاني، وكانت الصحراء الغربية تشمل شرق برقة في ليبيا. وكنت تمتد من الساحل إلى سهل مرتفع ومنبسط من الصحراء الغربية، على ارتفاع 500 قدم (150 مترًا) فوق مستوى سطح البحر، لمسافة 120-190 ميل (200-300 كيلومتر) إلى البحر الرملي. كانت العقارب والأفاعي والذباب تعيش في تلك المنطقة التي كان يقطنها عدد قليل من البدو الرحل. كانت مسارات البدو تربط الآبار بالأرض التي كان من السهل عبورها، وكانت الشمس والنجوم والبوصلة و«الإحساس بالصحراء» والإدراك الجيد للبيئة الذي اكتُسب عبر التجربة عوامل مساعدة في التنقل. مع تقدم القوات الإيطالية داخل مصر في سبتمبر من عام 1940، ضاعت مجموعة ماليتي تاركة سيدي عمر ولم يُعثر عليها سوى عبر طائرة.
في الربيع والصيف، يكون الجو شديد الحرارة في النهار وشديد البرودة في الليل، وكانت رياح شهيلي (غيبله أو غيبلي)، وهي رياح صحراوية حارة، تطيّر غيومًا من الرمال الناعمة تقلل الرؤية إلى بضعة أمتار وتغطي العينين والرئتين والآلات والأغذية والمعدات، وكانت المركبات الآلية والطائرات تحتاج مرشحات زيت خاصة، وتسببت الأرض القاحلة بوجوب نقل الإمدادات للعمليات العسكرية من الخارج. تميل المحركات الألمانية إلى السخونة الزائدة وانخفض عمر محرك الخزان من 1400-1600 ميل (2300-2600 كم) إلى 300-900 ميل (480-1450 كم)، وتفاقم سوء أوضاعها بسبب نقص القطع القياسية للأنواع الألمانية والإيطالية. الأرض عبارة عن سطح صلب ينخفض إلى مستوى سطح البحر بخطوات، مع قطع الساحل بالوديان. تضمنت التحصينات الإيطالية في طبرق محيطًا خارجيًا، يتكون من نصف دائرة مزدوجة من النقاط القوية المحفورة بجدران إسمنتية، وقد اختير لها موقع مناسب للمراقبة الأمامية وخندق داخلي مضاد للدبابات، كانت بعض أجزائه خلف أسلاك شائكة أو\و شملت أفخاخ متفجرة، إضافة إلى العديد من المواقع المحصنة الأقرب إلى الميناء، عند تقاطع طريق بارديا-الأدم وباتجاه حصن بيلاسترينو.

### الاستيلاء على طبرق
استولى البريطانيون على طبرق من الإيطاليين في يناير من عام 1941.

## المقدمة

### عملية سوننبلومي
في فبراير من عام 1941، تمكن الحلفاء من هزيمة الجيش العاشر والفرقة الخامسة التابعة لريجيا إيرونوتيكا، والتي قرر القادة الحلفاء في أعقابها الاحتفاظ بالمنطقة مع الحد الأدنى من القوات وإرسال بقية قوات الصحراء الغربية إلى اليونان. تُركت الفرقة التاسعة الأسترالية والفرقة المدرعة الثانية البريطانية (اللواء مايكل غامبيير باري)، باستثناء مجموعة لواء كانت قد أُرسلت إلى اليونان، لحماية برقة تحت إشراف القيادة في برقة (سيركوم: الفريق هنري ميتلاند ويلسون)، على الرغم من عدم كفاية القوة في حال أرسل الألمان تعزيزات إلى ليبيا. 
آلت القيادة في مصر إلى الفريق ريتشارد أوكونور واستُبدل مقر الفيلق الثالث عشر بالمقر الرئيسي للفيلق الأسترالي الأول (الفريق توماس بلامي). وكان وافل ومقر القيادة العامة في مصر يعتقدان أنه لن يكون بوسع الألمان شن هجوم حتى مايو، حينما ستكون الفرقة الأسترالية التاسعة، وفرقتان إضافيتان وقوات دعم، وبشكل خاص المدفعية جاهزة وستكون دبابات الفرقة المدرعة الثانية قد أُصلحت.
كانت الفرقة المدرعة الثانية تمتلك فوج استطلاع واللواء المدرع الثالث (العميد ريغينالد ريمينغتون) الذي كان يضم فوج دبابات خفيف القوة وفوجًا آخر مجهز بدبابات استولي عليها من طراز فيات إم 13\40. وصل فوج الطراد في أواخر شهر مارس بجنازير متهالكة، بعد العديد من الأعطال على طريقه ورُفع مستوى الفرقة إلى لواء مدرع ضعيف القوة. كانت معظم الدبابات البريطانية مهترئة وكانت الدبابات الإيطالية بطيئة وغير موثوقة. لم يكن لدى مجموعة الدعم البريطانية الثانية (الشبيهة بلواء مشاة صغير) سوى كتيبة آلية وفوج مدفع رشاش ميداني أوردنانس 25 رطل وبطارية مضادة للدبابات وفرقة رشاشات. كانت الفرقة تفتقر إلى وسائل النقل وكانت ورش العمل تعاني من نقص في الموظفين وتفتقر إلى قطع الغيار. استُبدل لواءين من الفرقة الأسترالية التاسعة (اللواء ليزلي مورسيد) بلواءين من الفرقة الأسترالية السابعة (اللواء جان لافارك)، التي لم تكن مدربة كفاية ولم تكن تملك معدات ووسائل نقل كافية.
خلق الافتقار إلى وسائل النقل استحالة في توفير حامية غرب العقيلة، وهو الموقع الأكثر ملاءمة لخط دفاعي وقَصر تحركات الفرقة المدرعة الثانية بين مستودعات الإمداد، مما قلل من قدرتها المحدودة على التحرك أبعد من ذلك. في شهر فبراير، تولى الفريق فيليب نيم قيادة السيركوم وتوقع أن الفرقة المدرعة ستخسر العديد من الدبابات بسبب الأعطال إن كان عليها التحرك بعيدًا. طلب نيم فرقة مدرعة مناسبة وفرقتي مشاة ودعمًا جويًا كافيًا للاحتفاظ بالمنطقة، وقيل له أنه لم يكن هناك الكثير ليُرسل ولن يُرسل قبل شهر أبريل. في أوائل مارس، بدأت الفرقة الأسترالية التاسعة بتخفيف العبء عن الفرقة الأسترالية السادسة (اللواء إيفين ماكاي) في مرسى البريقة في الشحن إلى اليونان، مما خلق صعوبات في التحركات التكتيكية مع عدم كفاية وسائل النقل وسُحبت الفرقة إلى المنطقة الواقعة شرق بنغازي.
وصلت الأوامر إلى نيم بالحفاظ على وحدات الدبابات، والتراجع حتى بنغازي في حال كانت تحت الضغط، والانسحاب إذا لزم الأمر، والإبقاء على الأرض المرتفعة القريبة لأطول فترة ممكنة مع انعدام أي احتمال لوصول تعزيزات قبل مايو. كان على نيم أن يقاتل حركة تأخير أعلى الطريق الساحلي الليبي باتجاه بنغازي ثم المضائق الجبلية بالقرب من الرجمة وبارس، وكان مقررًا أن تنتقل الدبابات إلى أنتيلات لتؤدي دورها ضد خاصرة ومؤخرة المهاجم الذي كان يتحرك على الطريق أو عبر الصحراء إلى طبرق، ويتراجع إلى الخاصرة إذا لزم الأمر. في 20 مارس، تولت الفرقة المدرعة الثانية المسؤولية من الأستراليين، الذين عادو إلى توكرة، بالقرب من الرجمة. كان مقررًا أن تستخدم القوة مستودعات في مسوس وتاكنس ومرتوبة والمخيلي والتميمي والمقرون وبنغازي كبديل للإمداد المحمول بالشاحنات. وصل لواء المركبات الهندي الثالث (العميد إي. دبليو. دي. فوغان) في أواخر مارس مع شاحنات ولكن بدون دبابات ومدفعية ومدافع مضادة للدبابات ونصف مجموعاته اللاسلكية فقط، تمركز اللواء في مرتوبة وكان على جهوزية لاستخدام مركباته للتحرك نحو درنة أو بارس أو المخيلي. 
في 24 مارس، تقدم رومل على رأس الفيلق الأفريقي الجديد. كان اللواء المدرع الثالث جنوب شرق مرسى البريقة، حيث كانت مجموعة الدعم الثانية تسيطر على جبهة يبلغ امتدادها 8 ميل (13 كم)، كان الأستراليون على بعد 150 ميلًا (240 كيلومتر) شمالًا، باستثناء لواء بقي في طبرق، يعاني من نقص كبير في المعدات ودون أي اتصال بالفرقة المدرعة الثانية. كان الاستطلاع الجوي للحلفاء قد لاحظ وجود قوات ألمانية غرب العقيلة في 25 فبراير، وبحلول 5 مارس كان من المتوقع أن يعزز القائد الألماني دفاعات طرابلس قبل محاولة استعادة برقة ثم غزو مصر مستخدمًا قواعد في سرت والنوفلية، ولكن ليس قبل شهر أبريل.